# 圣代西雷
圣代西雷（法語：Saint-Désiré，法語發音：[sɛ̃ deziʁe]）是法国阿列省的一个市镇，位于该省西部偏北，属于蒙吕松区。

## 地理
圣代西雷（46°29'52"N, 2°25'54"E）面积41.89 平方千米，位于法国奥弗涅-罗讷-阿尔卑斯大区阿列省，该省份为法国中部省份，北起涅夫勒省、西北接谢尔省，西南至克勒兹省，南至多姆山省，东南临卢瓦尔省，东临索恩-卢瓦尔省。
与圣代西雷接壤的市镇（或旧市镇、城区）包括：沙兹迈、库尔赛、阿列省圣埃卢瓦、瓦隆昂叙利、维普莱、屈朗、圣维特、韦丹。

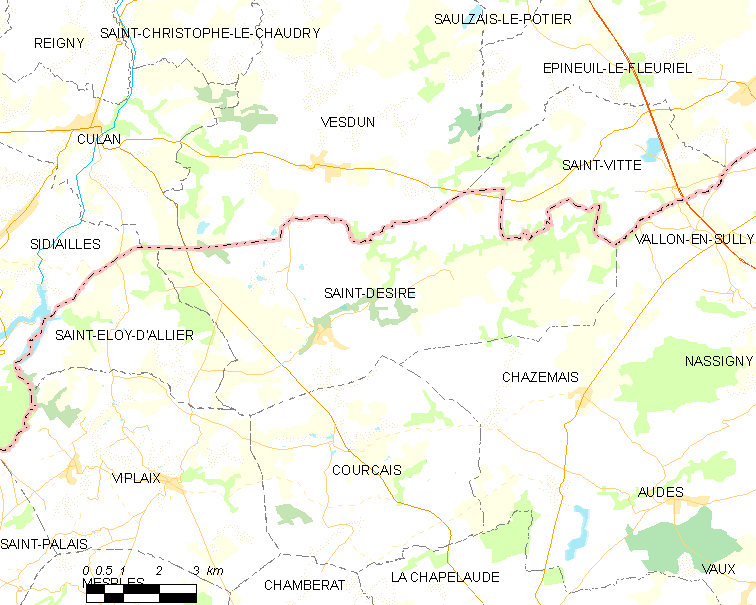
圣代西雷的OSM定位图

圣代西雷的时区为UTC+01:00、UTC+02:00（夏令时）。

## 行政
圣代西雷的邮政编码为03370，INSEE市镇编码为03225。

## 政治
圣代西雷所属的省级选区为于列勒县。

## 人口

1962-2008年间圣代西雷人口变化图示

圣代西雷于2022年1月1日时的人口数量为429人。